# Strobilanthes rhombifolius
Strobilanthes rhombifolius är en akantusväxtart som beskrevs av C. B. Cl.. Strobilanthes rhombifolius ingår i släktet Strobilanthes och familjen akantusväxter. Inga underarter finns listade i Catalogue of Life.